# Râul Gologanu
Râul Gologanu sau Râul Gologan este un curs de apă, afluent al râului Gerului. Cursul superior al râului este cunoscut și sub numele de Râul Găvanele.